# Théorème de Gromov sur les groupes à croissance polynomiale
En théorie géométrique des groupes, le théorème de Gromov sur les groupes à croissance polynomiale, démontré par Mikhaïl Gromov, s'énonce ainsi :
Théorème — Un groupe de type fini est à croissance polynomiale si et seulement s'il possède un sous-groupe nilpotent d'indice fini.
La croissance d'un groupe de type fini est une notion de géométrie asymptotique qui quantifie le volume d'une boule de rayon {\displaystyle n} lorsque {\displaystyle n} tend vers l'infini. Un groupe {\displaystyle G} de type fini est dit à croissance polynomiale lorsque, si l'on fixe une partie génératrice symétrique (i.e. stable par passage à l'inverse) {\displaystyle {\mathit {F}}} de {\displaystyle G}, il existe deux réels strictement positifs {\displaystyle c,d} tels que toute boule (pour la distance des mots par rapport à la partie {\displaystyle {\mathit {F}}}) de rayon {\displaystyle n} a un volume borné par {\displaystyle cn^{d}}. Cette définition dépend a priori de la partie génératrice choisie, mais on peut montrer que s'il existe un couple {\displaystyle (c,d)} qui convient pour {\displaystyle {\mathit {F}}}, alors pour toute autre partie génératrice symétrique il existe {\displaystyle c'>0} tel que le couple {\displaystyle (c',d)} convient. Le degré de croissance polynomiale de {\displaystyle G} est alors défini comme la borne inférieure des réels {\displaystyle d} apparaissant dans une telle majoration.
Un groupe est dit nilpotent lorsque sa suite centrale descendante {\displaystyle G=G_{1}\supseteq G_{2}\supseteq \ldots } stationne au sous-groupe trivial.
Joseph A. Wolf a montré que les groupes nilpotents de type fini sont à croissance polynomiale. La réciproque a été démontrée par Gromov en utilisant une notion de convergence pour les espaces métriques, la distance de Gromov-Hausdorff, maintenant largement utilisée en géométrie. D'autres preuves ont été découvertes depuis, dont celle de Kleiner.
La formule de Bass-Guivarc'h, établit que le degré de croissance polynomiale de G est
{\displaystyle d(G)=\sum _{k\geq 1}k\ \operatorname {rang} (G_{k}/G_{k+1}),}
où rang désigne le rang d'un groupe abélien (en), i. e. le nombre maximum d'éléments indépendants et sans torsion du groupe abélien.
En particulier, le théorème de Gromov et la formule de Bass-Guivarc'h impliquent que le degré de croissance polynomiale est un entier dès qu'il est fini.
Terence Tao et Yehuda Shalom, élaborant l'argument utilisé dans la preuve de Kleiner du théorème de Gromov, ont fourni une version quantitative du théorème, avec des constantes explicites portant sur l'indice fini du sous-groupe nilpotent dont on affirme l'existence et sur le degré de croissance polynomiale – en particulier, cette notion asymptotique est ramenée à la vérification d'une borne supérieure sur le volume d'une certaine boule de grand rayon,.

## Articles liés
- Groupe de Grigorchuk
- Distance de Gromov-Hausdorff